# Замай-Юрт
Замай-Юрт (рос. Замай-Юрт) — село у Ножай-Юртовському районі Чечні Російської Федерації.
Населення становить 1981 особу (2019). Входить до складу муніципального утворення Замай-Юртовське сільське поселення.

## Історія
Згідно із законом від 20 лютого 2009 року органом місцевого самоврядування є Замай-Юртовське сільське поселення.

## Населення
| 1990  | 2002  | 2010  | 2012  | 2013  | 2014  | 2015  |
| ----- | ----- | ----- | ----- | ----- | ----- | ----- |
| 1068  | ↗1236 | ↗1593 | ↗1615 | ↗1713 | ↗1764 | ↗1795 |
| 2016  | 2017  | 2018  | 2019  |       |       |       |
| ↗1847 | ↗1882 | ↗1940 | ↗1981 |       |       |       |